# Clar de lluna sobre el port de Boulogne
Clar de lluna sobre el port de Boulogne és un quadre realitzat pel pintor Édouard Manet l'any 1868, en un dels seus viatges que solia realitzar durant l'estiu a Boulogne-sur-Mer.
La tela mostra el retorn d'un barco de pesca en la caiguda de la nit i de les dones dels mariners que els esperen, sota la llum lletosa de la lluna. L'obra, alhora plena d'ombra i de llum, és un homenatge remarcable a la pintura de Rembrandt.
Un estudi històric i astronòmic ha demostrat que aquest quadre va estar pintat la nit del 3 al 4 d'agost de 1868 cap a mitjanit des d'una finestra de l'hotel Folkestone, en el moll de Boulogne.